# Leopoldau metróállomás
Leopoldau egy metróállomás Bécsben a bécsi metró U1 vonalán.

## Szomszédos állomások
A metróállomáshoz az alábbi állomások vannak a legközelebb:
- Großfeldsiedlung

## Átszállási kapcsolatok
| U1 (Oberlaa ↔ Leopoldau) |                        |                         |
| Állomás                  | Átszállási kapcsolatok | Fontosabb létesítmények |
| Leopoldau                | S1 , S2 29A, 32A, 36B  |                         |